# Niggelturm

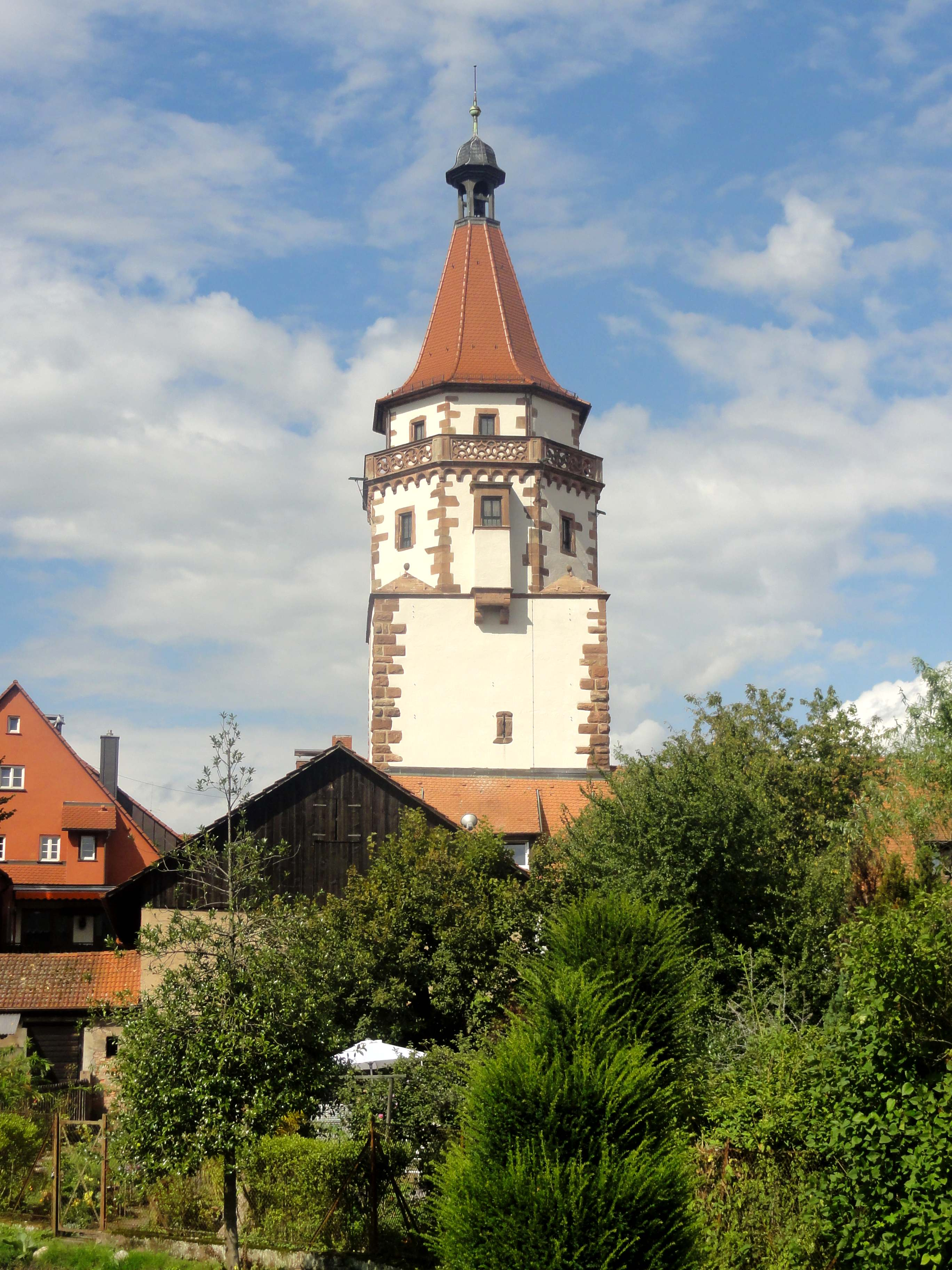
Gengenbacher Niggelturm

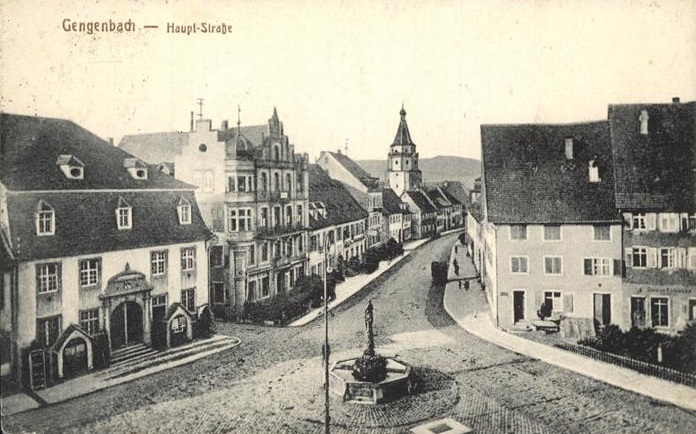
Niggelturm in Gegenbach 1910

Der Niggelturm, auch Niklausturm genannt, ist ein Baudenkmal in Gengenbach.
Der Niggelturm wurde zusammen mit der Befestigungsanlage Gengenbachs im 13. Jahrhundert errichtet. Er ist einer der fünf Türme der alten Stadtmauer um die ehemalige Freie Reichsstadt. Der Turm steht in der Nähe des ehemaligen westlichen Stadteingangs von Gengenbach und schließt den historischen Stadtkern nach Südwesten ab. Er ist 36 Meter hoch. 132 Stufen führen hoch zur Balustrade im obersten Stockwerk. Die achteckigen Obergeschosse stammen aus dem 16. Jahrhundert; die heutige Form erhielt der Turm beim Umbau 1582. Der quadratische Unterbau enthält Schießscharten, da der Turm als Wehrturm geplant war. Später wurde er auch als Gefängnis genutzt.
Der Turm ist ein hoher Massivbau aus Bruchstein, der bis auf die Gliederungselemente wie Eckquaderung, Brüstung und Gewände verputzt ist. Oberer Abschluss ist ein Aufsatz mit Umgang mit Maßwerkbrüstung. Gekrönt wird er von einem geschweiften Zeltdach mit Laterne, das um 1700 angelegt wurde.
Im Jahr 1875 verkaufte die Stadt den Turm und das danebenliegende Gefängniswärterhaus an einen Hutmacher. Dieser verkaufte den Keller und das Erdgeschoss des Turms an eine danebenliegende Brauerei Bühler. Er selbst ließ im Turm vieles herausreißen, auch die sogenannten „Armsünderglöckle“ im Turmhelm, und verkaufte sie. An der Südwestseite befindet sich eine Sandsteintafel mit dem Gengenbacher Wappen (Fisch und Adler), das 1582 angebracht wurde.
Der Turm ist wieder im städtischen Besitz. In den Jahren 1978 und 1979 fanden größere Instandsetzungsarbeiten statt. Auch 2015 fanden Sanierungsarbeiten statt, die fast ein halbes Jahr dauerten und fast eine viertel Millionen Euro kosteten.
Im Turm ist seit 1982 das Narrenmuseum Niggelturm eingerichtet. Über sieben Stockwerke werden die Geschichte und die Tradition der Gengenbacher und der schwäbisch-alemannischen Fastnacht gezeigt.